# (4889) Praetorius
(4889) Praetorius est un astéroïde de la ceinture principale.

## Description
(4889) Praetorius est un astéroïde de la ceinture principale. Il fut découvert par Freimut Börngen le 19 octobre 1982 à Tautenburg. Il présente une orbite caractérisée par un demi-grand axe de 3,09 UA, une excentricité de 0,192 et une inclinaison de 13,94° par rapport à l'écliptique.
Il fut nommé en hommage au compositeur allemand Michael Praetorius (1571-1621).

## Compléments